# Kasseler Apollon
Der Kasseler Apoll(on) ist die namengebende römische Kopie einer klassisch-griechischen Statue vermutlich des Bildhauers Phidias in der Kasseler Antikensammlung auf Schloss Wilhelmshöhe. 

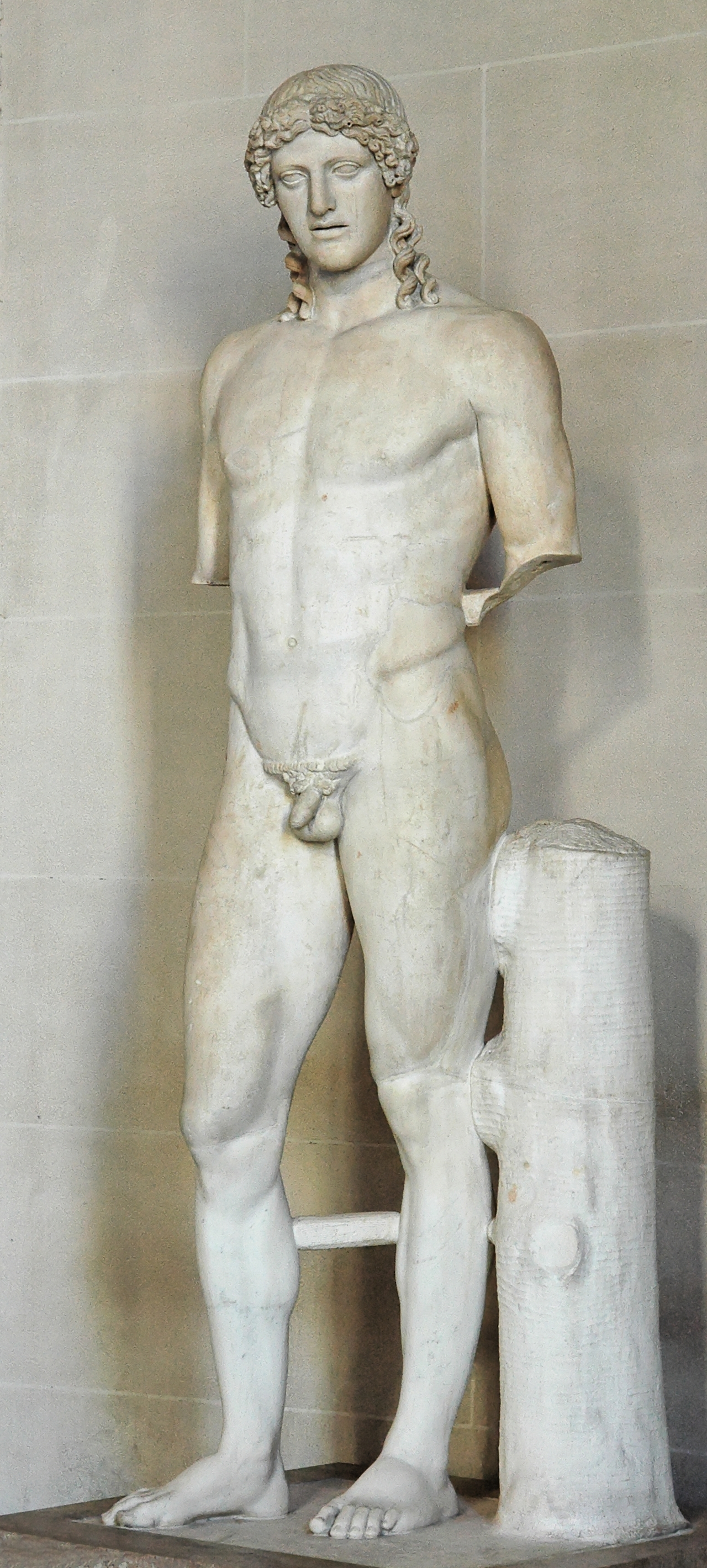
Apollonstatue im Typ des Kasseler Apollons im Louvre

## Statue
Apollon ist der vielgestaltige griechische Gott der Vegetation, Heil- und Sühnegott, Orakelgott in Delphi. Er schützt in der griechischen Mythologie zudem Haus und Tor, und als Gott der Künste ist er Anführer der Musen.
Die weiße Marmorstatue wurde im 2. Jahrhundert n. Chr. von einem unbekannten römischen Bildhauer als Kopie eines verlorenen griechischen Bronzeoriginals angefertigt. Es sind 26 weitere Kopien, meist des Kopfes, bekannt, von denen der Kasseler Apollon am vollständigsten erhalten ist. Die große Anzahl der Kopien, zu denen noch Darstellungen auf Münzen und Gemmen kommen, deutet darauf, dass das Original eine berühmte Statue war. Pausanias überliefert, dass auf der Akropolis in Athen eine Apollonstatue des Bildhauers Phidias stand, die den Gott als Abwender einer Heuschreckenplage (Parnopios) darstellte. Da die erhaltenen Kopien stilistisch große Ähnlichkeiten zu den von Phidias stammenden Figuren des Parthenonfrieses auf der Akropolis aufweisen, liegt es nahe, das Vorbild des Kasseler Apollons mit der Statue des Phidias zu identifizieren.
Die übergroße klassische griechische Statue ist in sich leicht verwunden durch Wechsel von Stand- und Spielbein. Der Kopf hat klassisch griechische Gesichtszüge und lockiges Haar. Bemerkenswert an der breitschultrigen und schmalhüftigen Statue ist die feine Definition der Muskeln. In der linken Hand hielt Apollon einen Bogen, in der rechten wohl eine Heuschrecke (beide Attribute sind verloren). Die Statue war ursprünglich bemalt, rote Farbreste sind in den Bohrgängen der Haare erhalten, Blaugrün und Gold zeigte der Bogenansatz in der linken Hand.

## Fundgeschichte
Die Marmorstatue wurde wahrscheinlich 1721 in einer Nische einer antiken römischen Villa am zwischen Nettuno und Terracina gelegenen Lago di Sabaudia in Italien gefunden, die wohl ursprünglich dem Kaiser Domitian gehörte. 1776 oder 1777 erwarb der durch Gotthold Ephraim Lessings Laokoon und Johann Joachim Winckelmanns Geschichte des Altertums an klassischer Kunst interessierte Landgraf Friedrich II. die Marmorstatue während einer Italienreise. Zuvor befand sie sich vermutlich in der Sammlung Conti in Rom, war auch unter dem Namen Apollo Conti bekannt und wurde als „Apollo im Pallaste Conti“ bereits von Winckelmann beschrieben.
1779 wurde sie im Kasseler Museum Fridericianum der Öffentlichkeit zur Belehrung und Freude übergeben. Anschließend wurde der Kasseler Apollon in der Kasseler Neuen Galerie gezeigt. Goethe besichtigte das Kunstwerk, besaß aber selbst eine Büste des Apollo von Belvedere. Seit 1974 befindet sich der Kasseler Apollon in der Antikensammlung im Schloss Wilhelmshöhe in Kassel.